# Platyctenida
Platyctenida — ряд реброплавів класу тентакулят (Tentaculata). Містить 42 види.

## Опис
Бентосні організми, завдовжки до 15 см (переважно ледь більше сантиметра). Мають дорсовентрально сплющені, овальні тіла з вторинною двобічною симетрією. Зовні дуже схожі на молюсків або плоских червів. Забарвлення камуфляжне, збігається із забарвленням господаря. Вони сидять на скелях, водоростя, м'яких коралах або на тілах інших безхребетних (кнідаріях або голкошкірих), виловлюючи органічні рештки з товщі води. У більшості видів відсутні типові для хребтоплавів ряди гребінців, вони є лише в роду Ctenoplana, який може також жити серед планктону.

## Класифікація
До ряду відносять 5 родин:
- Coeloplanidae. Включає два роди з 26 видами.
- Ctenoplanidae. Єдиний рід Ctenoplana налічує дванадцять видів.
- Tjalfiellidae. Сюди відносять лише один вид Tjalfiella tristoma, який мешкає на морських перах.
- Savangiidae. Включає єдиний вид Savangia atentaculata.
- Lyroctenidae. Включає два види одного роду Lyrocteis. Обидва пов'язані з морськими перами.